# دومینیک پگ
دومینیک پگ (به انگلیسی: Dominique Pegg) (زادهٔ ۲۴ مهٔ ۱۹۹۵) اهل ژیمناست کانادا است.